# Nogomet na OI 2008.
Nogomet na Olimpijskim igrama u Pekingu 2008. godine uključivao je natjecanja u muškoj i ženskoj konkurenciji.
Za muške momčadi vrijedilo je pravilo da svi igrači moraju biti mlađi od 23 godine, uz dozvolu za tri starija igrača. U muškoj konkurenciji, zlatnu medalju iz Atene obranili su reprezentativci Argentine, dok je u ženskoj konkurenciji zlato pripalo reprezentativkama SAD-a. 

## Momčadi

### Muškarci
| Zlato | Srebro | Bronca |
| Argentina Oscar Ustari Ezequiel Garay Luciano Fabián Monzón Pablo Zabaleta Fernando Gago Federico Fazio José Ernesto Sosa Éver Banega Ezequiel Lavezzi Juan Román Riquelme Ángel Di María Nicolás Pareja Lautaro Acosta Javier Mascherano Lionel Messi Sergio Agüero Diego Buonanotte Sergio Romero Nicolas Navarro Trener: Sergio Batista | Nigerija Ambruse Vanzekin Chibuzor Okonkwo Onyekachi Apam Dele Adeleye Monday James Chinedu Obasi Sani Kaita Victor Nsofor Obinna Promise Isaac Solomon Okoronkwo Oluwafemi Ajilore Olubayo Adefemi Peter Odemwingie Efe Ambrose Victor Anichebe Emmanuel Ekpo Ikechukwu Ezenwa Oladapo Olufemi Trener: Samson Siasia | Brazil Diego Alves Renan Rafinha Alex Silva Thiago Silva Marcelo Ilsinho Breno Hernanes Anderson Lucas Ronaldinho Ramires Diego Thiago Neves Alexandre Pato Rafael Sóbis Jô Trener: Dunga |

### Ženski
| Zlato | Srebro | Bronca |
| SAD Hope Solo Heather Mitts Christie Rampone Rachel Buehler Lindsay Tarpley Natasha Kai Shannon Boxx Amy Rodriguez Heather O'Reilly Aly Wagner Carli Lloyd Lauren Cheney Tobin Heath Stephanie Cox Kate Markgraf Angela Hucles Lori Chalupny Nicole Barnhart Trener: Pia Sundhage | Brazil Andréia Simone Andreia Rosa Tânia Renata Costa Maycon Daniela Formiga Ester Marta Cristiane Bárbara Francielle Pretinha Fabiana Erika Maurine Rosana Trener: Jorge Luiz Barcellos | Njemačka Nadine Angerer Kerstin Stegemann Saskia Bartusiak Babett Peter Annike Krahn Linda Bresonik Melanie Behringer Sandra Smisek Birgit Prinz Renate Lingor Anja Mittag Ursula Holl Célia Okoyino da Mbabi Simone Laudehr Fatmire Bajramaj Conny Pohlers Ariane Hingst Kerstin Garefrekes Trener: Silvia Neid |

## Vanjske poveznice
- Federation Internationale de Football Association
- RSSSF